# Stankiewicze
Stankiewicze est un village de Pologne, situé entre les villes de Lida et Novogroudok, non loin de la forêt de Naliboki (en russe : Nalibotskaya Pushcha), rendue célèbre par les exploits héroïques des frères Bielski, Tuvia, Alexandrov (dit Zus), Asael et Aron, durant la seconde guerre mondiale...